# Adetus cacapira
Adetus cacapira är en skalbaggsart som beskrevs av Martins och Maria Helena M. Galileo 2005. Adetus cacapira ingår i släktet Adetus och familjen långhorningar. Inga underarter finns listade i Catalogue of Life.